# Stadion am Hünting
Das Stadion am Hünting ist ein Fußballstadion und liegt im Norden der nordrhein-westfälischen Stadt Bocholt. Es ist die Heimspielstätte des 1. FC Bocholt aus der Fußball-Regionalliga West. Derzeit bietet die Anlage bei Fußballspielen aus Sicherheits- wie baulichen Gründen 3276 Plätze (davon 370 Sitzplätze).

## Geschichte
Die 1948 erbaute Spielstätte bot einmal 18.000 Zuschauern Platz. Die 1980 anlässlich des Aufstiegs in die 2. Fußball-Bundesliga errichtete Haupttribüne stellte 2230 überdachte Sitz- und 3120 überdachte Stehplätze zur Verfügung. Im Juli 2012 wurde aufgrund statischer Mängel mit dem Abriss der Tribüne begonnen und im Jahr darauf durch einen Neubau ersetzt. Das Besondere an dem Stadion sind die drei anderen Tribünen. Diese sind nicht befestigt und als Rasenwälle ausgelegt. Nur vereinzelt befinden sich hier Wellenbrecher. Auf diesen grünen Tribünen konnten gut 12.000 Zuschauer Platz finden. Am Eingang des Stadions findet man die Toiletten sowie einen Imbiss- und Getränkestand.
Traditionell standen die Heimfans aus Bocholt grundsätzlich auf den Betonstufen der Hauptgerade (jetzt durch neue Haupttribüne ergänzt), während sich Gästefans ihren Platz im restlichen Teil des Stadions suchen konnten. Einen extra ausgewiesenen Bereich gab es jahrelang nicht. Bei Spielen mit hohem gegnerischen Fananteil, hat dies schon mehrfach zu brenzligen Situationen geführt. Durch den Aufstieg in die Regionalliga West zur Spielzeit 2022/23 fand gezwungenermaßen eine bauliche Trennung der Fanlager statt. Mittlerweile ist der Gästeblock vollständig von Spielfeld, angrenzenden Stehplatzblöcken und dem östlich angrenzenden Trainingsplatz abgezäunt. Dazu gibt es einen separaten Eingang für die Gästefans, der durch die Sicherheitsauflagen des WDFV erforderlich geworden war.
Im Vorfeld der Bundestagswahl 1980 gab es im Stadion am Hünting eine Wahlkampfveranstaltung des bayerischen Ministerpräsidenten und CSU-Kanzlerkandidaten Franz Josef Strauß vor rund 18.000 Zuhörern. Als 1984 der FC Bayern München im Viertelfinale des DFB-Pokals im Hünting spielte, wurde die Zuschauerzahl mit rund 16.400 angegeben. Zudem war das Stadion mehrmals ausgelastet, als der Verein noch in der 2. Fußball-Bundesliga spielte.
Vom 1. Dezember 2015 bis Juli 2019 trug das Stadion den Namen Stölting Arena nach dem Service-Dienstleistungsunternehmen Stölting Service Group. Das gab der 1. FC Bocholt zusammen mit dem Namenssponsor bekannt. Bis zum Sommer 2018 sollte der Bau einer neuen Sitzplatz-Tribüne für 700.000 Euro mit 500 Plätzen umgesetzt werden. Im Juli 2019 wurde das Telekommunikationsunternehmen Gigaset Namenssponsor der Arena. Der Vertrag läuft bis ins Jahr 2023. Die Fertigstellung der Tribüne erfolgte nach zweimonatigem Bau während der Sommerpause im August 2020. Sie umfasst heute 370 Sitzplätze und ist damit kleiner als zuvor geplant, lässt sich aber bei Bedarf beidseitig modular erweitern. Im Zuge des Regionalliga-Aufstiegs sind weitere Umbau- und Erweiterungsmaßnahmen umgesetzt und geplant worden. So steht bereits seit Sommer 2022 das Gerüst für eine LED-Anzeigetafel auf der nördlichen Stadionseite, selbige fehlt jedoch noch. Aus Perspektive der Haupttribüne rechts hinter dem Tor befindet sich seit Januar 2023 eine digitale Bandenwerbung. Der Spielertunnel wurde im gleichen Monat ebenfalls saniert und enthält innen ein neues Wandgemälde mit einem Porträt von Friedel Elting.

## Bocholter Open Air
Ansonsten füllt nur noch das Bocholter Open-Air-Konzert, das seit 1998 veranstaltet wird, die Sportstätte. In der Vergangenheit traten dort international bekannte Künstler wie Bryan Adams, Joe Cocker, die Simple Minds, Status Quo, Fury in the Slaughterhouse, Carlos Santana oder Deep Purple auf. Auch deutsche Bands wie BAP, Udo Lindenberg, Echt und Wir sind Helden gehörten zum Line-up.
Das für Juli 2010 geplante Konzert mit der Band Silbermond sowie Stefanie Heinzmann wurde aufgrund der großen Nachfrage von den Aasee-Festwiesen in das Stadion verlegt, hier kamen etwa 13.000 Besucher. Das Bocholter Open Air 2011 präsentierte als Hauptacts die deutschen Pop-Bands Juli sowie Ich + Ich. Im Jahr 2013 traten die Rockbands Die Ärzte und Die Toten Hosen auf und sorgten mit jeweils 23.000 Zuhörern für einen Rekordbesuch. Am 3. Juni 2015 gab Herbert Grönemeyer im Stadion ein Konzert vor rund 20.000 Besuchern. Beim Open Air 2018 sind Revolverheld als Hauptact und Max Giesinger sowie Johannes Oerding aufgetreten. 2019 füllte die Gruppe Pur das Stadion. Nachdem durch die Corona-Pandemie Großveranstaltungen zwei Jahre lang ausfielen, fand im Juni 2022 wieder ein Open Air statt. Drei DJs, Alle Farben, Felix Jaehn und Robin Schulz, traten dort mit ihren Live-Acts vor rund 16.000 Zuschauern auf, zudem hatte DJ Alex Fietz einen Auftritt als Warm Up und es gab eine zweite, kleinere Bühne auf dem anliegenden Rasenplatz.